# Chapelle Saint-Antoine de Plouisy
La chapelle Saint-Antoine est située à Plouisy en France.

## Localisation
La chapelle est située sur la commune de Plouisy, dans le département  des Côtes-d'Armor, en région Bretagne.

## Description
La chapelle comprend une belle porte du XVIe siècle avec un grand fleuron et deux hauts pinacles.

## Historique
La chapelle est inscrite partiellement au titre des monuments historiques par arrêté du 22 février 1926.